# Секограма
Секограма (на френски: cécogramme, от латински: caecus – сляп и старогръцки: γράμμα – запис) е вид пощенска пратка. Секограмите представляват релефни писма и клишета, звукозаписи и специална хартия. Изпращани са от или до незрящи и слабовиждащи лица или официално признати институти за незрящи и слабовиждащи лица, като са оформени с регламентирани отличителни знаци.